# Смертная казнь в Пакистане
Смертная казнь в Пакистане применялась регулярно до введённого в 2008 году моратория. С тех пор смертная казнь ни разу не была применена. Ранее Пакистан входил в число лидеров по использованию смертной казни в мире. Единственным законным способом казни в Пакистане является повешение. 
В Пакистане было казнено 7 человек в 2014 году, 326 — в 2015 году, 87 — в 2016 году, 65 — в 2017 году и 14 — в 2018 году.
По данным Amnesty International, в 2013 году около 8000 человек находились в камере смертников в Пакистане. Решение об их помиловании может принять президент страны.

## Применение
После нападения талибов на школу в Пешаваре, при котором погибло не менее 141 человека, правительство Пакистана заявило, что отменяет мораторий на смертную казнь. 21 декабря 2014 года был казнён гражданин Российской Федерации Ахлас Ахлак с тремя сообщниками, приговорёнными пакистанским военным трибуналом к смертной казни в 2005 году.
В 2014 году было проведено 7 казней, в 2015 году — 326, в 2016 году — 87, в 2017 году — 65, в 2018 году — 14.
16 декабря 2019 года Специальный суд Пакистана в Исламабаде в составе трёх человек во главе с председателем Высокого суда заочно вынес смертный приговор бывшему лидеру страны, 76-летнему генералу Первезу Мушаррафу. По мнению обвинения, он совершил государственную измену в 2007 году, когда ввёл в стране чрезвычайное положение, приостановил действие конституции и распустил Высокий суд, велев арестовать судей. В настоящее время он находится на территории Объединённых Арабских Эмиратов, где проживает с 2016 года.
27 декабря экс-президент подал апелляцию в Высокий суд Лахора на приговор по этому делу. «Специальный суд поспешно завершил дело в отношении бывшего президента Пакистана о государственной измене, тогда как оно было далеко от завершения», — указывается петиции адвоката бывшего главы государства Азара Сиддики. Отмечается, что «решение содержало ряд противоречивых заявлений и спорных вопросов». «Специальный суд объявил о назначении высшей меры наказания без допроса обвиняемых. Уголовный процесс не может быть завершён без соблюдения этого обязательного юридического условия», — говорится в тексте.
В соответствии с законами шариата, наказанием за однополые отношения является смертная казнь. Однако, по данным Международной ассоциации геев и лесбиянок до настоящего времени не известно о случаях, когда в отношении гомосексуалов и бисексуалов в Пакистане применялась эта мера.